# Reserva marinha

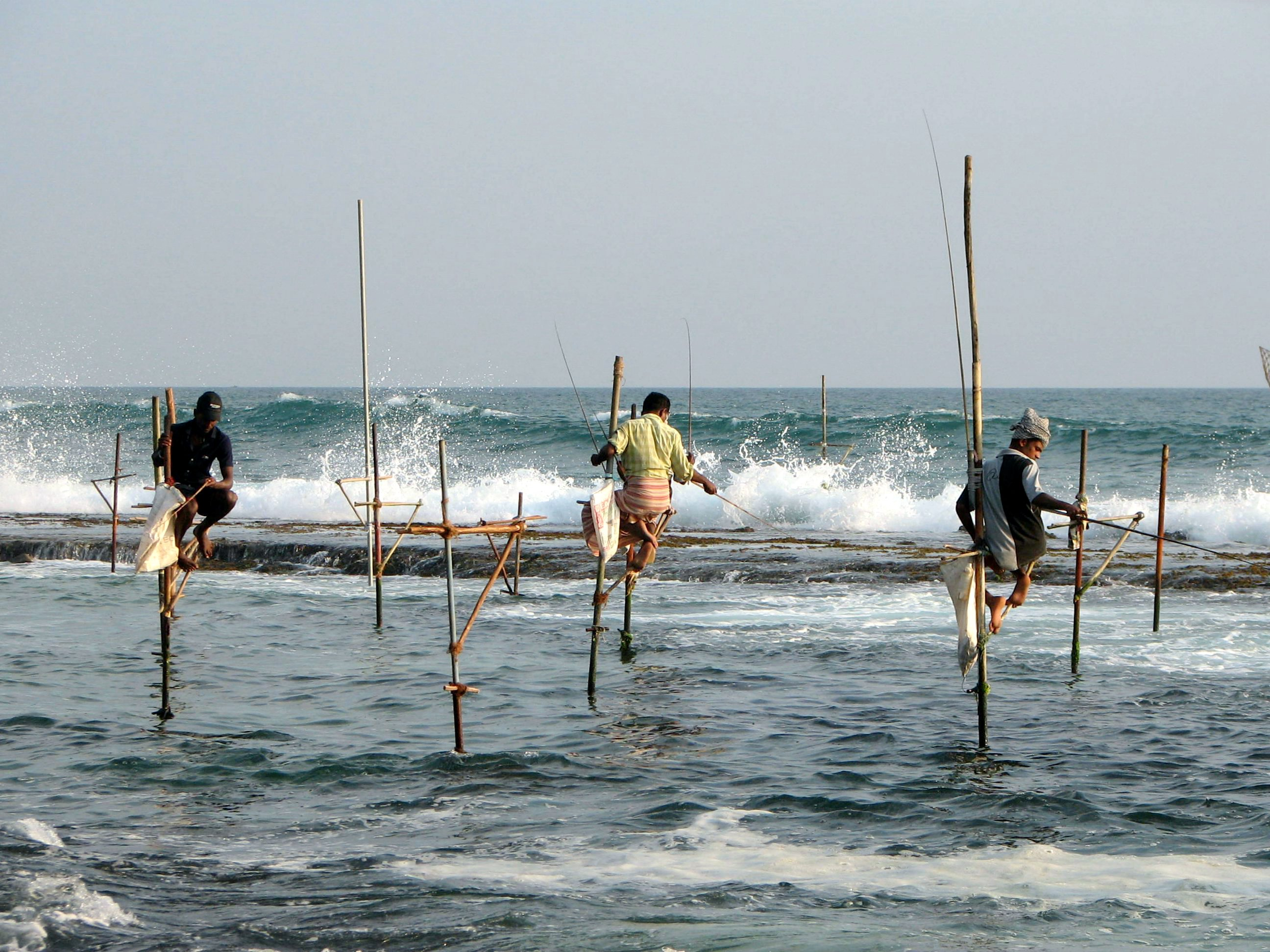
Um exemplo no qual a reserva marinha é contra, é a pesca ilegal.

A reserva marinha é uma área do mar que possui uma proteção jurídica contra a pesca ou a exploração. Isto é, para que seja distinguida de um parque marinho, que seu objetivo é apenas a preservação.

## Reservas marinhas no mundo

### Austrália
- Great Barrier Reef Marine Park - É considerado o maior parque marinho, com 350.000 km² e é parcialmente uma reserva marinha.
- Australian Whale Sanctuary
- Great Australian Bight Marine Park
- Shark Bay Marine Park

### Nova Zelândia
A Nova Zelândia tem mais de trinta reservas marinhas espalhadas ao redor da região Norte e do Sul e suas outras ilhas periféricas. Suas reservas marinhas são administradas pelo Departamento de Conservação.